# Jacarra Gwenisha Winchester
Jacarra Gwenisha Winchester (Marshall, Missouri, 1992. október 19. –) amerikai szabadfogású birkózónő. A  2019-es birkózó-világbajnokságon az 55 kilogrammos súlycsoportban aranyérmes lett, ezen kívül bronzérmet szerzett 2019-ben a Pánamerikai Bajnokságon 57 kg-os súlycsoportban.

## Sportpályafutása
A 2019-es birkózó-világbajnokságon aranyérmet szerzett 55 kg-os súlycsoportban, szabadfogásban. Ellenfele, a japán Nanami Irie volt. A mérkőzést 5-3-ra nyerte.